# Hans Gerle
Hans Gerle (Nuremberg, c. 1500 – Nuremberg, 1570) est un luthiste et arrangeur allemand de la Renaissance.

## Biographie
Peu d'information concrètes sont restées concernant la vie de Gerle. Son père est probablement Conrad Gerle († 1521), l'un des luthiers de la ville les plus connus. Gerle a probablement passé toute sa vie à Nuremberg.
Gerle a publié trois volumes de musique pour le luth chez un éditeur de Nuremberg, Hieronymus Formschneider. Les deux premiers sont parus en 1532-33 et le dernier en 1552. Ce troisième volume se référant sur la page de titre à Gerle « l'aîné », il est donc présumé que Gerle a, soit un fils, ou un autre parent du même nom.
La première publication contient une « instruction », comme il est dit alors, pour « apprendre à jouer » trois instruments de familles distinctes : du luth, la viola de gambe (Grossgeigen) et le rebec et violes de bras (Kleingeigen), comme une explication de la notation musicale, et constitue une source importante d'informations sur la pratique interprétative. Le livre est principalement composé de tablatures de chansons françaises, lieder ou psaumes de compositeurs allemands, tels que Ludwig Senfl, Johann Walter, Heinrich Isaac, Thomas Stoltzer, et Paul Hofhaimer.
Le second volume, pour luth seul et purement musical, regroupe des œuvres d'une foule de compositeurs anciens, notamment Hayne van Ghizeghem, Josquin des Prez, Isaac et Jacob Obrecht, ainsi que de plus populaires tels que Claudin de Sermisy, Adrien Willaert (À l’aventure), Jean Mouton, Mathieu Lasson (En l’ombre d'ung buissonet) et Ludwig Senfl. 
Le troisième volume est transcrit dans une tablature allemande de pièces de luth italiennes (pass'e mezzi, gaillardes, saltarelli…), notamment des œuvres de Giovanni Maria da Crema, Domenico Bianchini, Simon Gintzler, Francesco Canova da Milano, Pietro Paolo Borrono et Albert de Rippe. Gerle ne se contente pas de reproduire l'œuvre. Dans certains Preambeln, il publie sous son nom l'œuvre des italiens, par exemple les 16 à 19e sont de Rotta et l'un des plus beaux, le 20e est d'Albert de Rippe.

## Publications
- Musica teusch, auf die Instrument der grossen unnd kleinen Geygen, auch Lautten (Nuremberg 1532, rééd. 1537)
- Tabulatur auff die Laudten (1533)
- Musica und Tabulatur (1546) Sorte de réédition du Musica teusch, avec la partie théorique, mais l'auteur substitue les pièces allemandes pour des chansons françaises de Claudin de Sermisy, Rogier, de Richafort, de Moulu… Les pièces pour luth sont réduites à trois parties et celles pour gambe reste à quatre[2].
- Ein newes sehr künstlichs Lautenbuch (1552)